# Mitsubishi Type 89

O Type 89 disparando seu canhão principal de 35 mm.

O Mitsubishi Type 89 VCI (三菱89式装甲戦闘車, Mitsubishi 89-shiki sōkō-sentō-sha) é um veículo de combate de infantaria japonês que entrou no serviço ativo do exército nacional do país em 1989. A integração deste blindado nas forças armadas foi lento, com apenas 58 em serviço em 1999. Em 2014, pelo menos 120 destes já haviam sido construídos. Com capacidade para levar 3 tripulantes e 7 passageiros, ele também é armado com um canhão KDE de 35 milímetros e 2 mísseis antitanques Jyu-Mat.